# كأس الدوري الياباني 2009
كأس الدوري الياباني 2009 (باليابانية: 2009年のJリーグカップ) هو الموسم 17 من كأس الدوري الياباني. أشرف على تنظيمه دوري الدرجة الأولى الياباني، وكان عدد الأندية المشاركة فيه 18، وفاز فيه نادي طوكيو.